# هالی جکسون
هالی جکسون (انگلیسی: Holly Jackson؛ متولد ۱۹۹۲) نویسندۀ بریتانیایی رمان‌های نوجوانان است. او بیشتر به‌خاطر سری راهنمای کشف قتل از یک دختر خوب شناخته می‌شود.